# Kyle Kuzma

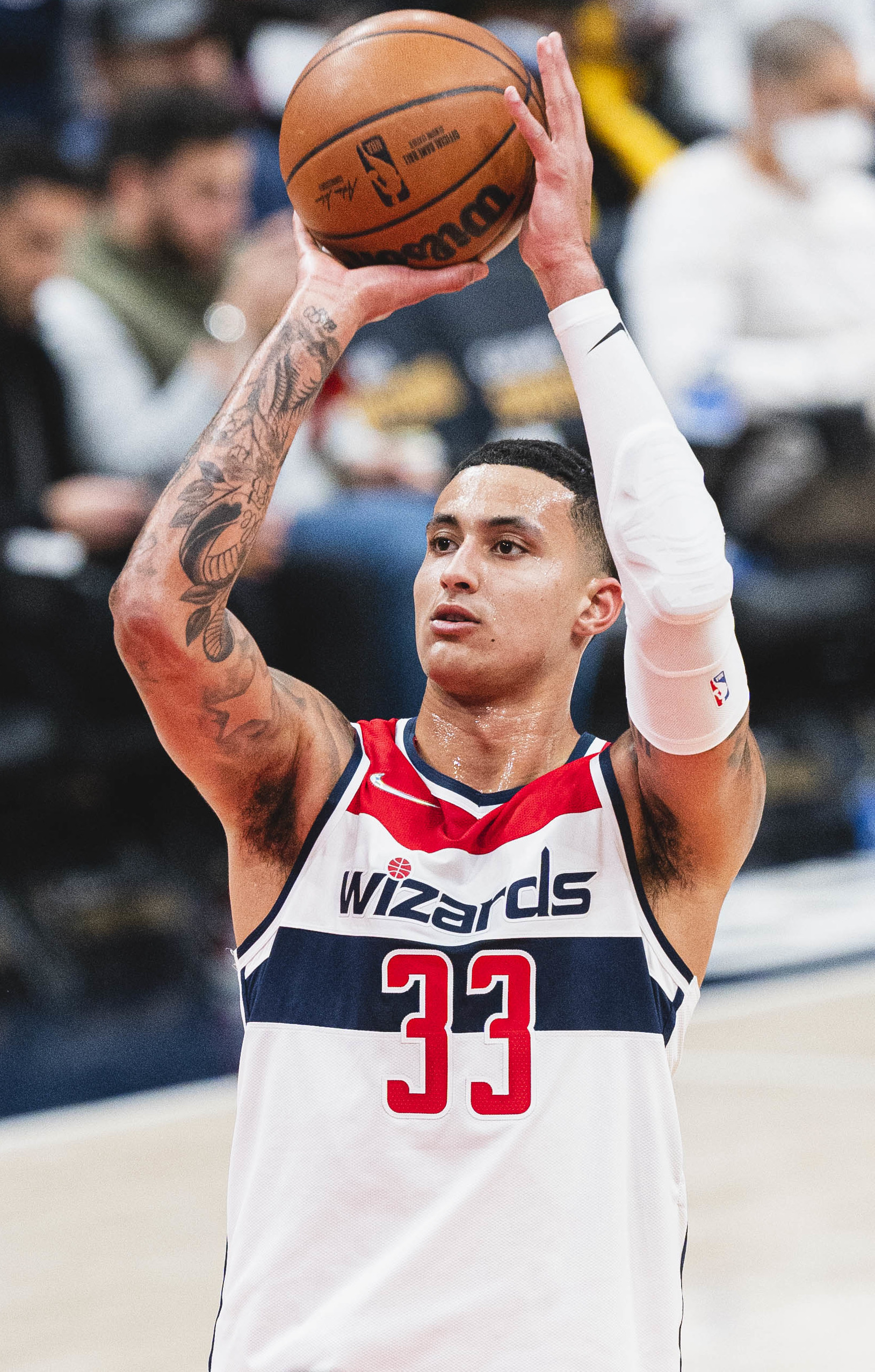
Kyle Kuzma, 2022.

Kyle Alexander Kuzma, född 24 juli 1995 i Flint i Michigan, är en amerikansk professionell basketspelare (PF/SF) som spelar för Milwaukee Bucks i National Basketball Association (NBA). Han har tidigare spelat för Los Angeles Lakers och Washington Wizards.
Kuzma var med och vinna NBA-mästerskapet, tillsammans med Los Angeles Lakers, för säsongen 2019–2020.
Han draftades av Brooklyn Nets i första rundan i 2017 års draft som 27:e spelare totalt.
Innan Kuzma blev proffs studerade han vid University of Utah och spelade för deras idrottsförening Utah Utes.
Sedan 2020 är han tillsammans med fotomodellen Winnie Harlow.